# Kota Sugiyama
Kota Sugiyama (杉山 浩太 Sugiyama Kota?), född 24 januari 1985 i Shizuoka prefektur, är en japansk fotbollsspelare.
Sugiyama började sin karriär 2003 i Shimizu S-Pulse. 2008 blev han utlånad till Kashiwa Reysol. Han spelade 34 ligamatcher för klubben. Han gick tillbaka till Shimizu S-Pulse 2009. Han spelade 149 ligamatcher för klubben. Han avslutade karriären 2017.